# كهف الرياح (كولورادو)
كهف الرياح (بالإنجليزية: Cave of the Winds)‏؛ هو كهف يقع في مقاطعة إل باسو في الولايات المتحدة.

## السياحة
يعد «كهف الرياح» أحد مواقع الجذب السياحي في مقاطعة إل باسو في ولاية كولورادو الأمريكية.